# Улица Назукина
Улица Назукина, ранее Кладбищенская улица — улица в исторической части Феодосии, проходит от Адмиральского бульвара до Советской улицы.

## История
Сформировалась в 20-х годах XIX века. Первоначальное название «Кладбищенская» — улица была основным подъездом к городскому (Старому) кладбищу. Перед кладбищем находился сенной и дровяной базар. В настоящее время на территории базара разместился городской рынок и автостанция.
Основная застройка — одноэтажный частный сектор.
Во время немецкой оккупации города в д. 10 «Б» находилась явочная квартира советских подпольщиков
В 1944 году, после освобождения города советскими войсками от немецко-фашистских оккупантов, улицу переименовали в честь русского революционера-красногвардейца Ивана Назукина (1892—1920), председателя Феодосийского революционного комитета, расстрелянного белогвардейцами и похороненного на Старом кладбище Феодосии.
В 1950—1960-е годы на улице находился городской автовокзал
В 1984 году на углу с Земской улицей был возведён высотный жилой дом, в конце 1980-х годов — здание Укртелекома
В день города в 2013 году на д. 8/ 18 у пересечения улиц Назукина — Земская торжественно открыли мемориальную доску основоположнику советской космонавтики Сергею Королёву

## Достопримечательности

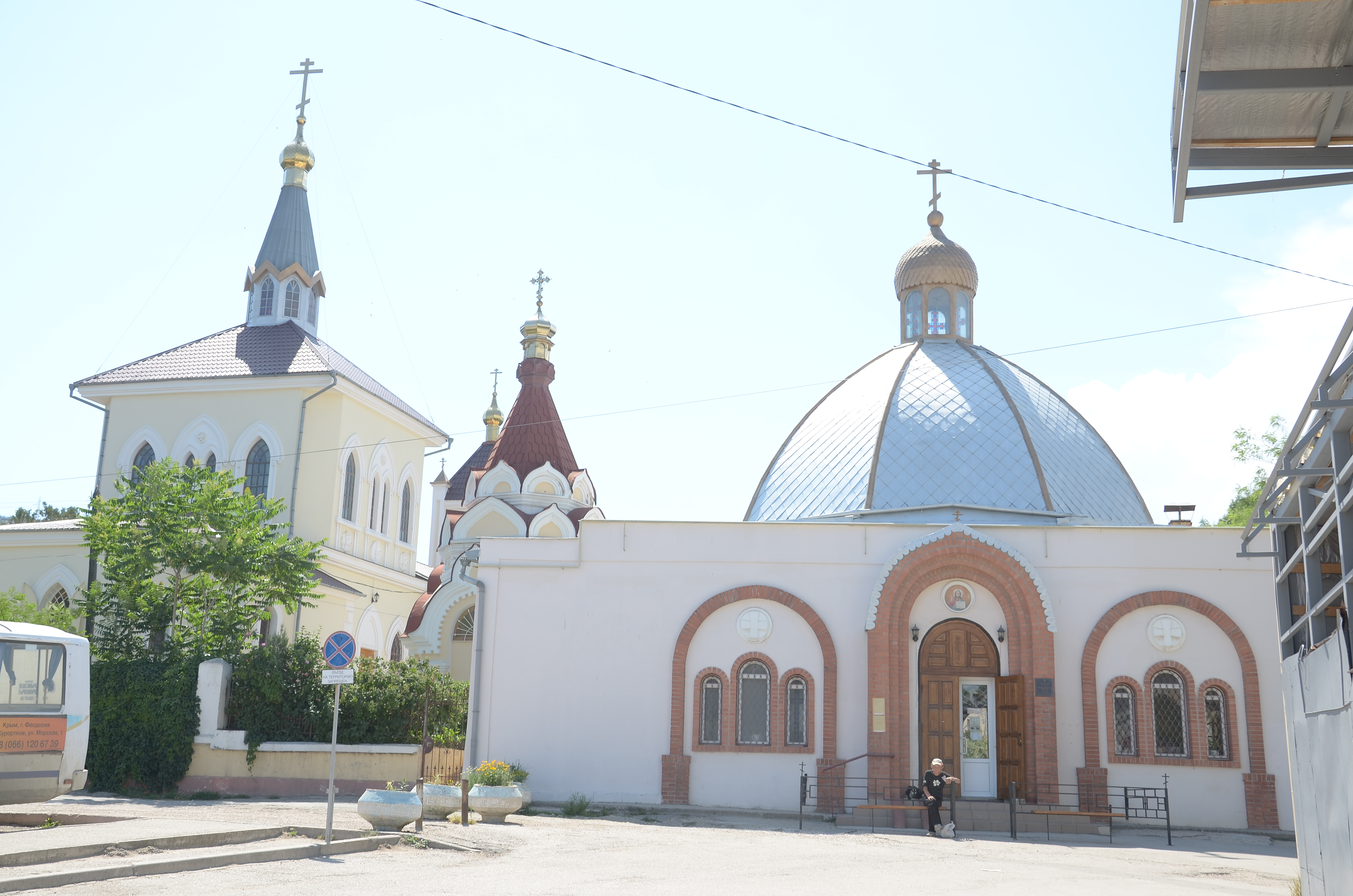
Малый храм и церковь Всех святых

Памятник Космонавтам (открыт в 2019)
д. 17 — Церковь Всех Святых в земле Российской воссиявших

## Известные жители
д. 8 — С. П. Королёв (мемориальная доска)